# 우희준
우희준(1994년 1월 11일 ~ )은 대한민국의 카바디 선수며, 2019년 대한민국 미스코리아 선(善) 출신이다.

## 주요 이력

### 주요 경력
- 2016 - 제4회 아시아 여자 카바디 선수권 대회 우승
- 2018 - 인도네시아 자카르타 아시안 게임 카바디 국가대표
- 2019 - 미스코리아 부산 울산 善
- 2019 - 미스코리아 선(善)

### 학력
- 연세대학교 원주캠퍼스 영어영문학과 중퇴
- 울산대학교 스포츠과학과 전퇴
- 울산대학교 의공학과

### 방송
- sbs 골 때리는 그녀들 fc원더우먼 선수